# Ministère de l'Industrie et du Commerce (Québec)
Pour les articles homonymes, voir Ministère de l'Industrie et du Commerce.
Le ministère de l'Industrie et du Commerce (MIC) est un ancien ministère du gouvernement du Québec qui a existé sous plusieurs noms entre le 1er avril 1943 et le 29 avril 2003 :
- le ministère est créé sous ce nom le 1er avril 1961 lors d'une réorganisation gouvernementale, puis à nouveau de septembre 1984 à juin 1988 et enfin de décembre 1998 à avril 2003 ;
- il a été précédé par le  département de l'Industrie et du Commerce, créé le 1er avril 1943 en remplacement du département des Affaires municipales, de l'Industrie et du Commerce ;
- le ministère devient le ministère de l'Industrie, du Commerce et du Tourisme (MICT) en 1979 ;
- puis devient le ministère de l'Industrie, du Commerce et de la Technologie  (MICT) en juillet 1988[note 1] ;
- puis finalement le ministère de l’Industrie, du Commerce, de la Science et de la Technologie (MICST) en janvier 1994.

Le ministère est de facto aboli le 29 avril 2003 lorsque la fonction ministérielle est abandonnée, mais aboli de jure le 23 mars 2004 lorsque la Loi sur le ministère du Développement économique et régional et de la Recherche entre en vigueur.

## Historique
Les prémisses du ministère remontent à 1935 lorsque le mandat du développement de l'industrie et du commerce est confié au ministère des Affaires municipales. L'année suivante Wilfrid Gagnon est brièvement nommé ministre de l'Industrie et du Commerce dans le premier gouvernement d'Adélard Godbout. En août 1936 le titre est à nouveau combiné avec celui des Affaires municipales après les élections générales qui amènent Maurice Duplessis au pouvoir pour la première fois.
Le Département de l'Industrie et du Commerce (DIC) est officiellement créé en 1943 et Oscar Drouin est nommé ministre de l'Industrie et du Commerce.

### Création du ministère et élargissement du champ d'action
Le département change de nom en 1961 à l'adoption de la Loi des ministères et est alors désigné comme le ministère de l'Industrie et du Commerce (MIC). Le 1er avril 1963 le ministère devient responsable du développement des pêcheries maritimes.
En 1966, le ministère emménage dans son nouveau siège social au 710, place d'Youville à Québec.
À la fin des années 1960 les interventions du gouvernement du Québec dans le domaine économique s'intensifient :
- en 1967 est créé l'Office du crédit industriel, disposant d'un actif de 45 millions de dollars sur cinq ans, destiné à consentir des prêts aux entreprises. La Société de développement industriel (SDI) lui succédera au début des années 70 ;
- en 1969 le centre de recherche industrielle du Québec (CRIQ) est constitué.

#### MICT (1979-1984)
En 1979 le tourisme est ajouté aux missions du MIC qui est renommé ministère de l'Industrie, du Commerce et du Tourisme (MICT). La loi constitutive du ministère est modifiée pour prévoir que le ministère est chargé des missions reliées au tourisme, à l'hôtellerie et également à l'artisanat.
Le 2 septembre 1981 le MICT perd la responsabilité de compiler des statistiques et la tutelle du Bureau de la statistique du Québec (BSQ) et de la Direction de l'analyse et de la prévision économique (DAPE) au profit du ministre d'État au Développement économique. Le 9 mars 1983 le ministère des Finances récupère la tutelle du BSQ mais le MICT récupère celle de la DAPE.
Cette situation perdure jusqu'en 1984 et le MICT redevient MIC lorsqu'un ministère distinct est créé pour le tourisme, à cette occasion la responsabilité du Conseil d'artisanat est confiée au ministère des Affaires culturelles,.

#### MICT (1988-1994)
Le 22 juin 1990 marque le transfert des missions liés à la délivrance des permis de production et la surveillance des activités de production d'alcools du MICT à la Régie des permis d'alcool.

#### MICST (1994-1998)
En 1996, Bernard Landry est nommé ministre d'État de l'Économie et des Finances, en reprenant les attributions:
- Du ministre de l'Industrie, du Commerce, de la Science et de la Technologie ;
- Du ministre des Finances ;
- Du ministre des Affaires internationales, de l'Immigration et des Communautés culturelles en ce qui a trait aux compétences touchant au commerce extérieur.

Ce poste de « superministre » est critiqué par le chef de l'Opposition officielle Daniel Johnson en ce qu'il attribue une grande masse de pouvoirs à une seule personne.
En août 1998 la Direction générale des investissements étrangers du ministère est transférée à Investissement Québec.

#### MIC (1998-2003)
Le titre du ministère retourne à sa version originale le 15 décembre 1998 après le remaniement ayant suivi les élections générales de 1998. Jean Rochon est alors nommé ministre responsable de la Recherche, de la Science et de la Technologie en attendant que la loi créant le ministère de la Recherche, de la Science et de la Technologie (MRST) entre en vigueur, ce qui intervient le 8 juin 1999. Certains personnels du MIC sont transférés au MRST le 1er septembre 1999.
Le gouvernement Landry annonce à l'automne 2002 la création d'un grand ministère des Finances, de l'Économie et de la Recherche (MFER) par fusion du ministère de l'Industrie et du Commerce avec le ministère des Finances et le MRST. La loi d'application de la fusion n'est cependant pas votée et la défaite du Parti québécois à l'élection générale de 2003 annule définitivement le projet.
Le 29 avril 2003, le gouvernement Charest annonce la constitution du ministère du Développement économique et régional (MDER) par fusion du MIC avec deux autres ministères (le ministère des Régions et le MRST) et d'un organisme non-ministériel (Tourisme Québec).

### Identité visuelle (logotype)

Logo de juin 2001 à avril 2003.
Logo du ministère des Finances, de l'Économie et de la Recherche de septembre 2002 à avril 2003.

## Liste des ministres
| Titulaire Parti                                                          | Titulaire Parti                                                          | Début                                                                    | Fin                                                                      | Cabinet        |
| ------------------------------------------------------------------------ | ------------------------------------------------------------------------ | ------------------------------------------------------------------------ | ------------------------------------------------------------------------ | -------------- |
| Ministre de l'Industrie et du Commerce                                   | Ministre de l'Industrie et du Commerce                                   | Ministre de l'Industrie et du Commerce                                   | Ministre de l'Industrie et du Commerce                                   | Bourassa (1)   |
|                                                                          | Gérard D. Lévesque Libéral                                               | 12 mai 1970                                                              | 15 février 1972                                                          | Bourassa (1)   |
|                                                                          | Guy Saint-Pierre Libéral                                                 | 15 février 1972                                                          | 26 novembre 1976                                                         | Bourassa (1)   |
|                                                                          | Rodrigue Tremblay Parti québécois                                        | 26 novembre 1976                                                         | 21 septembre 1979                                                        | Lévesque       |
| Ministre de l'Industrie, du Commerce et du Tourisme                      |                                                                          |                                                                          |                                                                          | Lévesque       |
|                                                                          | Yves Duhaime Parti québécois                                             | 21 septembre 1979                                                        | 30 avril 1981                                                            | Lévesque       |
|                                                                          | Rodrigue Biron Parti québécois                                           | 30 avril 1981                                                            | 25 septembre 1984                                                        | Lévesque       |
| Ministre de l'Industrie et du Commerce                                   |                                                                          |                                                                          |                                                                          | Lévesque       |
|                                                                          | Rodrigue Biron Parti québécois                                           | 25 septembre 1984                                                        | 3 octobre 1985                                                           | Lévesque       |
| 3 octobre 1985                                                           | Rodrigue Biron Parti québécois                                           | 12 décembre 1985                                                         | P.M. Johnson                                                             |                |
|                                                                          | Daniel Johnson (fils) Libéral                                            | 12 décembre 1985                                                         | 23 juin 1988                                                             | Bourassa (2)   |
| Ministre de l'Industrie, du Commerce et de la Technologie                |                                                                          |                                                                          |                                                                          | Bourassa (2)   |
|                                                                          | Pierre MacDonald Libéral                                                 | 23 juin 1988                                                             | 11 octobre 1989                                                          | Bourassa (2)   |
|                                                                          | Gérald Tremblay Libéral                                                  | 11 octobre 1989                                                          | 11 janvier 1994                                                          | Bourassa (2)   |
| Ministre de l'Industrie, du Commerce, de la Science et de la Technologie | Ministre de l'Industrie, du Commerce, de la Science et de la Technologie | Ministre de l'Industrie, du Commerce, de la Science et de la Technologie | Ministre de l'Industrie, du Commerce, de la Science et de la Technologie | Johnson (fils) |
|                                                                          | Gérald Tremblay Libéral                                                  | 11 janvier 1994                                                          | 26 septembre 1994                                                        | Johnson (fils) |
|                                                                          | Daniel Paillé Parti québécois                                            | 26 septembre 1994                                                        | 21 janvier 1996                                                          | Parizeau       |
|                                                                          | Bernard Landry Parti québécois                                           | 21 janvier 1996                                                          | 23 septembre 1998                                                        | Bouchard       |
|                                                                          | François Legault Parti québécois                                         | 23 septembre 1998                                                        | 15 décembre 1998                                                         | Bouchard       |
| Ministre de l'Industrie et du Commerce                                   |                                                                          |                                                                          |                                                                          | Bouchard       |
|                                                                          | Bernard Landry Parti québécois                                           | 15 décembre 1998                                                         | 8 mars 2001                                                              | Bouchard       |
|                                                                          | Pauline Marois Parti québécois                                           | 8 mars 2001                                                              | 25 septembre 2002                                                        | Landry         |
| Ministre des Finances, de l'Économie et de la Recherche                  |                                                                          |                                                                          |                                                                          | Landry         |
|                                                                          | Pauline Marois Parti québécois                                           | 25 septembre 2002                                                        | 29 avril 2003                                                            | Landry         |

## Organismes liés
Les organismes suivants ont été liés au ministère de l'Industrie et du Commerce,,:
- l'Agence québécoise de valorisation industrielle de la recherche (AQVIR) ;
- le Bureau de normalisation du Québec (BNQ) ;
- le Bureau de la statistique du Québec (BSQ) jusqu'en septembre 1981[23];
- le Centre de recherche industrielle du Québec (CRIQ) ;
- le Conseil général de l'industrie (CGI) jusqu'à son abolition en février 1980[24];
- le Conseil du tourisme et l'Institut de tourisme et d'hôtellerie du Québec (ITHQ)[23];
- l'Institut national de productivité à partir de sa création en janvier 1979[25];
- Investissement Québec à partir de sa création en 1998[26],[note 8];
- l'Office de crédit industriel du Québec (OCIQ) ;
- l'Office québécois du commerce extérieur (OQCE) créé depuis les services internationaux du MIC[24];
- Sidbec ;
- la Société des alcools du Québec (SAQ) ;
- la Société de développement industriel du Québec (SDI) ;
- la Société de développement des coopératives ;
- la Société générale de financement (SGF)[note 9];
- la Société Inter-Port de Québec[note 10];
- la Société du Palais des congrès de Montréal à partir de 1981[23];
- la Société du parc industriel et commercial aéroportuaire de Mirabel (SPICAM).
- la Société du parc industriel du centre du Québec (SPICQ).